# Inwood-207th Street (Eighth Avenue Line)
Inwood-207th Street is een station van de metro van New York aan het noordelijke einde van de Eighth Avenue Line in Manhattan. Het station is geopend in 1932. Lijn  maakt gebruik van dit station.
 ·  ·  ·  ·  ·  ·  ·  ·  · 